# Lutas nos Jogos Olímpicos de Verão da Juventude de 2010 - Livre até 54 kg masculino
A competição da categoria até 54 kg masculino da luta livre nos Jogos Olímpicos de Verão da Juventude de 2010 foi disputada no dia 17 de agosto no Centro Internacional de Convenções, em Cingapura. Um total de nove lutadores participou deste evento, limitado a atletas com peso corporal inferior a 54 quilogramas. Ao contrário dos Jogos Olímpicos de Verão, nos Jogos da Juventude foi distribuída apenas uma medalha de bronze por categoria.

## Medalhistas
| Ouro   | JPN Yuki Takahashi    |
| Prata  | AZE Kanan Guluyev     |
| Bronze | TUR Mehmet Ali Daylak |

## Resultados
Os lutadoras competiram entre si dentro das duas chaves. Os primeiros colocados de cada chave disputaram o ouro e os segundos colocados o bronze.

### Preliminares

#### Grupo A
| Pos | Atleta                    | PC | PT | L | V | D |
| --- | ------------------------- | -- | -- | - | - | - |
| 1   | AZE Kanan Guluyev         | 11 | 27 | 3 | 3 | 0 |
| 2   | COL Yerzon Hernández      | 8  | 20 | 3 | 2 | 1 |
| 3   | AUS Jayden Lawrence       | 5  | 14 | 3 | 1 | 2 |
| 4   | SIN Kester Chun Yue Leung | 0  | 0  | 3 | 0 | 3 |

| COL Yerzon Hernández | 1-3 | AZE Kanan Guluyev         | (PT: 1-7)  |
| AUS Jayden Lawrence  | 4-0 | SIN Kester Chun Yue Leung | (PT: 12-0) |
| COL Yerzon Hernández | 3-1 | AUS Jayden Lawrence       | (PT: 6-1)  |
| AZE Kanan Guluyev    | 4-0 | SIN Kester Chun Yue Leung | (PT: 13-0) |
| COL Yerzon Hernández | 4-0 | SIN Kester Chun Yue Leung | (PT: 13-0) |
| AZE Kanan Guluyev    | 4-0 | AUS Jayden Lawrence       | (PT: 7-1)  |

#### Grupo B
| Pos | Atleta                | PC | PT | L | V | D |
| --- | --------------------- | -- | -- | - | - | - |
| 1   | JPN Yuki Takahashi    | 15 | 39 | 4 | 4 | 0 |
| 2   | TUR Mehmet Ali Daylak | 10 | 28 | 4 | 3 | 1 |
| 3   | DOM Jeffry Serrata    | 7  | 16 | 4 | 2 | 2 |
| 4   | TUN Maher Ghanmi      | 4  | 14 | 4 | 1 | 3 |
| 5   | CGO Prince Mbambi     | 1  | 3  | 4 | 0 | 4 |

| TUN Maher Ghanmi      | 0-4 | JPN Yuki Takahashi    | (PT: 0-13) |
| DOM Jeffry Serrata    | 1-3 | TUR Mehmet Ali Daylak | (PT: 2-6)  |
| TUN Maher Ghanmi      | 3-1 | CGO Prince Mbambi     | (PT: 9-3)  |
| JPN Yuki Takahashi    | 4-0 | DOM Jeffry Serrata    | (PT: 6-0)  |
| TUN Maher Ghanmi      | 0-3 | TUR Mehmet Ali Daylak | (PT: 0-8)  |
| JPN Yuki Takahashi    | 4-0 | CGO Prince Mbambi     | (PT: 14-0) |
| TUN Maher Ghanmi      | 1-3 | DOM Jeffry Serrata    | (PT: 5-10) |
| TUR Mehmet Ali Daylak | 4-0 | CGO Prince Mbambi     | (PT: 14-0) |
| JPN Yuki Takahashi    | 3-0 | TUR Mehmet Ali Daylak | (PT: 6-0)  |
| DOM Jeffry Serrata    | 3-0 | CGO Prince Mbambi     | (PT: 4-0)  |

### Fase final

#### Disputa pelo 9º lugar
| Sem oponente | - | CGO Prince Mbambi |  |

#### Disputa pelo 7º lugar
| SIN Kester Chun Yue Leung | 0-4 | TUN Maher Ghanmi | (PT: 0-13) |

#### Disputa pelo 5º lugar
| AUS Jayden Lawrence | 3-1 | DOM Jeffry Serrata | (PT: 12-11) |

#### Disputa pelo bronze
| COL Yerzon Hernández | 1-3 | TUR Mehmet Ali Daylak | (PT: 3-9) |

#### Final
| AZE Kanan Guluyev | 0-3 | JPN Yuki Takahashi | (PT: 0-8) |

## Classificação final
| Pos.              | Atleta                    |
| ----------------- | ------------------------- |
| Medalha de ouro   | JPN Yuki Takahashi        |
| Medalha de prata  | AZE Kanan Guluyev         |
| Medalha de bronze | TUR Mehmet Ali Daylak     |
| 4                 | COL Yerzon Hernández      |
| 5                 | AUS Jayden Lawrence       |
| 6                 | DOM Jeffry Serrata        |
| 7                 | TUN Maher Ghanmi          |
| 8                 | SIN Kester Chun Yue Leung |
| 9                 | CGO Prince Mbambi         |